# Norwell, Massachusetts
Norwell är en kommun i Plymouth County i delstaten Massachusetts, USA.